# Albertus Pictor
Albertus Pictor (ca. 1450-1507) var en svensk kirkemaler og perlestikker med værksted i Stockholm. Han udsmykkede vægge og lofter i adskillige kirker i Västmanland og Uppland som Härkeberga, Härnevi, Kumla og Täby. Som forlæg benyttede han træsnittene i Biblia Pauperum, som han udviklede i en friere retning.

## Kirker med hans værker
- Almunge (Uppland)
- Bromma (Stockholm)
- Bälinge (Uppland)
- Danmark (Uppland)
- Dingtuna (Västmanland)
- Ed (Uppland)
- Floda (Sörmland)
- Helga Trefaldighet (Uppsala)
- Husby-Sjutolft (Uppland)
- Håbo-Tibble (Uppland)
- Härkeberga (Uppland)
- Härnevi (Uppland)
- Kalmar (Uppland)
- Kumla (Västmanland)
- Lid (Sörmland)
- Nederluleå (Norrbotten)
- Odensala (Uppland)
- S Per (Uppsala)
- Sala (Västmanland)
- Sollentuna (Uppland)
- Solna (Uppland)
- Storkyrkan (Stockholm)
- Torshälla (Sörmland)
- Täby (Uppland)
- Uppsala domkyrka (Uppland)
- Vadsbro (Sörmland)
- Vaksala (Uppland)
- Vansö (Sörmland)
- Vittinge (Uppland)
- Vårdinge (Sörmland)
- Vänge (Uppland)
- Västerås domkyrka (Västmanland)
- Yttergran (Uppland)
- Ösmo (Sörmland)
- Österunda (Uppland)
- Övergran (Uppland)